# Liste des distinctions d'Inna
 (mars 2012).
Si vous disposez d'ouvrages ou d'articles de référence ou si vous connaissez des sites web de qualité traitant du thème abordé ici, merci de compléter l'article en donnant les références utiles à sa vérifiabilité et en les liant à la section « Notes et références ».
Inna, de son vrai nom Elenaa Alexandra Apostoleanu, née le 16 octobre 1986 à Mangalia en Roumanie, est une chanteuse de dance-pop et danseuse roumaine internationale. 
La chanteuse remporte quatre prix aux Romanian Music Awards 2009[réf. nécessaire]. À l’automne 2009, elle obtient également un prix lors des MTV Europe Music Awards dans la catégorie « Meilleure chanteuse roumaine »[réf. nécessaire]. Son premier album, Hot, est certifié disque d'or en France[réf. nécessaire]. Son single Un Momento (featuring Juan Magán) devient numéro un des ventes aux États-Unis, et entre dans le Top 5 en France, en Roumanie, et en Russie[réf. nécessaire]. En 2011, Inna entame sa première tournée officielle dans les clubs français, et prépare son deuxième album. Le 8 mars 2011, elle obtient un disque de platine pour son album Hot[réf. nécessaire]. Son deuxième album intitulé I am the club rocker est disponible depuis le 24 octobre 2011 en France.

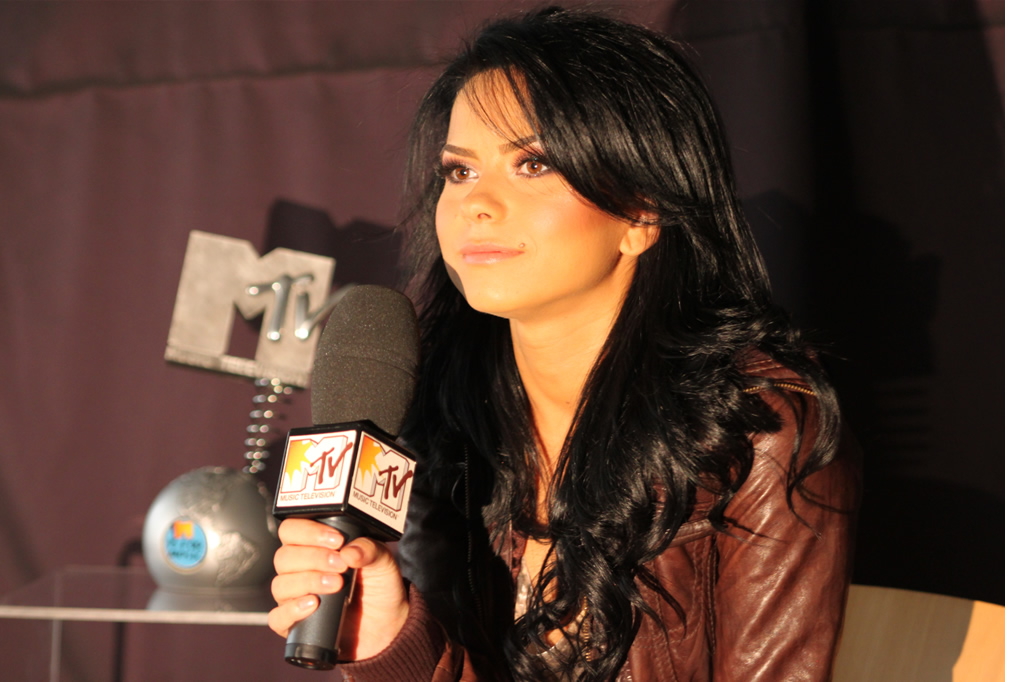
Inna au MTV Europe Music Awards

## Eska Music Awards
| Année | Travail nommé | Catégorie                        | Résultat |
| ----- | ------------- | -------------------------------- | -------- |
| 2009  | Hot           | Meilleure chanson internationale | 4e place |
| 2009  | Inna          | Artiste international de l'année | Lauréat  |

## Romanian Music Awards
| Année | Travail nommé        | Catégorie                  | Résultat   |
| ----- | -------------------- | -------------------------- | ---------- |
| 2009  | Hot                  | Meilleur titre dance       | Lauréat    |
| 2009  | Inna                 | Meilleur Artiste           | Lauréat    |
| 2009  | Inna                 | Meilleur Show              | Lauréat    |
| 2009  | Inna                 | Meilleure Révélation       | Lauréat    |
| 2011  | Inna                 | Meilleure Artiste Féminine | Lauréat    |
| 2011  | www.innaofficial.com | Meilleur Site Web Musical  | Lauréat    |
| 2011  | Inna                 | OK Magazine                | Lauréat    |
| 2011  | Sun Is Up            | Meilleure chanson dance    | Nomination |
| 2011  | Club Rocker          | Meilleur clip vidéo        | Nomination |

## Romanian Top Hits Awards
| Année | Travail nommé | Catégorie            | Résultat   |
| ----- | ------------- | -------------------- | ---------- |
| 2009  | Love          | Top 1 Roumanie       | Nomination |
| 2009  | Love          | Meilleur Hit féminin | Nomination |
| 2009  | Love          | Prix spécial du jury | Lauréat    |

## Sopot Hit Festival
| Année | Travail nommé | Catégorie                        | Résultat |
| ----- | ------------- | -------------------------------- | -------- |
| 2009  | Hot           | Meilleure chanson internationale | 2e Place |

## MTV Europe Music Awards
| Année | Travail nommé | Catégorie                 | Résultat   |
| ----- | ------------- | ------------------------- | ---------- |
| 2009  | Inna          | Meilleur artiste européen | Lauréat    |
| 2009  | Inna          | Meilleur artiste européen | Nomination |
| 2009  | Inna          | Meilleur artiste roumain  | Lauréat    |

## Successful Women Awards
| Année | Travail nommé | Catégorie                                  | Résultat |
| ----- | ------------- | ------------------------------------------ | -------- |
| 2009  | Inna          | Meilleure Femme (catégorie jeunes talents) | Lauréat  |
| 2011  | Inna          | Meilleure Femme                            | Lauréat  |

## MTV Romania Music Awards
| Année | Travail nommé        | Catégorie                      | Résultat   |
| ----- | -------------------- | ------------------------------ | ---------- |
| 2010  | Amazing              | Meilleur titre dance           | Nomination |
| 2010  | Amazing              | Meilleure Chanson              | Nomination |
| 2010  | Inna                 | Meilleur Artiste Féminine      | Lauréat    |
| 2010  | Hot                  | Meilleur Album                 | Lauréat    |
| 2010  | www.innaofficial.com | Site Web Musical               | Lauréat    |
| 2010  | Inna                 | Meilleur artiste international | Lauréat    |
| 2010  | Inna                 | Meilleur Show                  | Lauréat    |

## European Borderbreakers Awards
| Année | Travail nommé | Catégorie                        | Résultat |
| ----- | ------------- | -------------------------------- | -------- |
| 2010  | Inna          | Révélation européenne de l'année | Lauréat  |

## Zece Pentru Romania Awards
| Année | Travail nommé | Catégorie                      | Résultat |
| ----- | ------------- | ------------------------------ | -------- |
| 2010  | Inna          | Pour L'ensemble de sa carrière | Lauréat  |

## Eurodanceweb Contest
| Année | Travail nommé | Catégorie                   | Résultat |
| ----- | ------------- | --------------------------- | -------- |
| 2010  | Sun Is Up     | European Dance Music Awards | Lauréat  |

## NRJ Music Awards
| Année | Travail nommé | Catégorie                 | Résultat   |
| ----- | ------------- | ------------------------- | ---------- |
| 2011  | Inna          | Révélation Internationale | Nomination |

## Viva Comet
| Année | Travail nommé | Catégorie    | Résultat |
| ----- | ------------- | ------------ | -------- |
| 2011  | Inna          | Prix Spécial | Lauréat  |

## RRA Awards
| Année | Travail nommé | Catégorie                   | Résultat   |
| ----- | ------------- | --------------------------- | ---------- |
| 2011  | Inna          | Artiste de l'année          | Nomination |
| 2011  | Inna          | Meilleur artiste pop/dance  | Lauréat    |
| 2011  | Hot           | Meilleur album pop/dance    | Nomination |
| 2011  | Sun Is Up     | Meilleure chanson pop/dance | Nomination |

## Balkan Music Awards
| Année | Travail nommé | Catégorie                                  | Résultat |
| ----- | ------------- | ------------------------------------------ | -------- |
| 2011  | Sun Is Up     | Meilleure chanson roumaine de l'année 2010 | Lauréat  |
| 2011  | Inna          | Meilleur Artiste Féminine des Balkans 2010 | Lauréat  |